# Valerij Ljukin
Valerij Ljukin (ryska: Валерий Викторович Люкин), född den 17 december 1966 i Aqtöbe i Kazakstan, är en sovjetisk gymnast.
Han tog OS-guld i lagmångkampen, OS-guld i räck, OS-silver i den individuella mångkampen och OS-silver i barr i samband med de olympiska gymnastiktävlingarna 1988 i Seoul.